# 任凯南
任凱南（1884年8月—1949年7月），譜名裕恒，是一位中国教育家和经济学家。

## 生平
湖南省湘阴县(今汨罗市)人，毕业于湖南高等实业学堂，先后留学于日本早稻田大学和英国伦敦大学，回国后，历任湖南大学教授、经济系主任、校长，武汉大学教授、经济系主任。他笃信教育可以救国。1922年，主持创办湖南商业专门学校，任校长，锐意革新，注意师生素质，商专教育复振，又保释被赵恒惕所捕学生刘士奇等，颇笃于师生之谊。还与雷铸寰、魏先朴、黄衍钧等好友创办大麓中学，校名取自岳麓书院门联“纳于大麓，藏之名山”，寓纪念岳麓书院作育人才之意。1926年，湖南商业、工业、政法等3个专门学校合并为省立湖南大学后，任经济学教授。马日事变中湖大停课，1928年复课，当选为湖南大学校长。  1927年8月，聘为国立武汉大学筹备委员会委员、经济学教授。1932年10月任武汉大学经济系主任，后兼任武汉大学法学研究所经济学部主任。1937年7月，湖南大学改为国立，应邀回湖大任教务长，兼任大麓中学董事长。1940年任大麓中学校长，抗日战争胜利后，辞去校长职务，仍回湖南大学任经济系主任。
抗日战争期间，被聘为湖南省参议员，至1945年，深感“参而不议，议而不决，决而不行”，遂辞去。后被委以湖南省教育厅厅长，但坚辞未就，说：“办教育不是为了做官，有官瘾的人办不了教育。”他的收入，多半用于购书，并视典籍为天下公共财产，后人遵其遗命，将其万余册藏书赠送湖南大学和大麓中学。
1949年7月，病逝于长沙。